# العین، بعلبک
العین (به عربی: العين) یک منطقهٔ مسکونی در لبنان است که در شهرستان بعلبک واقع شده‌است.
 العین  ۳۰٬۰۰۰ نفر جمعیت دارد و ۱٬۰۰۰ متر بالاتر از سطح دریا واقع شده‌است.